# Jung Hee-tae
Jung Hee-tae (en hangul, 정희태; nacido en Ulsan el 5 de julio de 1974) es un actor de cine y televisión surcoreano.

## Vida personal
Jung Hee-tae está casado y tiene dos hijos.

## Carrera
En el interés de Jung por la carrera de actor tuvo un papel importante la influencia de su padre, que hubiera querido que estudiara Teatro y Cine en la Universidad Chung-Ang, aunque el actor prefirió Periodismo y Radiodifusión, donde se graduó. Allí entró en la clase de teatro y, en 1998, la obra que interpretaba ganó el gran premio en un festival de la Universidad Nacional, hecho que Jung señala como crucial para su carrera.
Jung Hee-tae hizo su debut como actor en 2002 con un papel menor en la película El guardacostas. Desde entonces ha desarrollado una carrera como «actor de reparto de lujo» en decenas de obras televisivas y cinematográficas.
En 2013 Jeong Hee-tae llamó la atención al actuar como el jefe de una rama sindical en el largometraje 10 Minutes, dirigido por Lee Yong-seung. Ese papel le abrió la puerta de la exitosa serie Misaeng (2014). En aquella interpretaba el papel del villano o antagonista, tal y como ha sucedido a menudo en películas y series como Jeong Do-jeon, la misma Misaeng, Assembly, o My Mind's Flower Rain. El actor se ha fijado como objetivo «aparecer en una obra de teatro o película independiente al año» porque quiere expresar personajes más variados.
El 20 de septiembre de 2017 se anunció que el actor había firmado un contrato de representación exclusivo con la agencia Dain Entertainment. En julio de 2020 Big Boss Entertainment adquirió la división de gestión de Dain Ent., por lo que asumió su cartera de actores.
En 2018 dio muestras de su versatilidad al pasar de un personaje a otro en las series Cirujanos de corazón, Life y Mr. Sunshine: médico en las dos primeras, y policía corrupto en la última, donde, de nuevo con el papel de un villano, fue capaz además de improvisar en algunas escenas importantes.
Su papel en Reborn Rich (2022) como Lee Hang-jae, el jefe de gabinete de Sunyang Group y el ayudante más estrecho de Jin Yang-chul (Lee Sung-min) le proporcionó una popularidad repentina gracias no solo al éxito de la serie sino a su propia interpretación.

## Vida pública
Al lado de su carrera como actor, Jung ha participado en diversas actividades públicas a lo largo de los años. En agosto de 2019 fue nombrado embajador de relaciones públicas de Nam-gu, un distrito de Ulsan, donde se encuentra su ciudad natal, Jangsaengpo.
En septiembre de 2020 Jung Hee-tae y su compañera de agencia Jung Da-eun fueron nombrados embajadores de relaciones públicas del 13.º Festival de Cine para Personas Mayores de Seúl.
En 2021, de nuevo con Jung Da-eun, fue designado embajador de la ONG One Warm Day para una campaña de apoyo a la difusión y reparto de material de higiene femenina entre las adolescentes vulnerables y de bajos recursos en algunos países del mundo.

## Filmografía

### Cine
| Año  | Título                               | Hangul                     | Papel                                   | Notas                                                                             | Ref.          |
| ---- | ------------------------------------ | -------------------------- | --------------------------------------- | --------------------------------------------------------------------------------- | ------------- |
| 2002 | El guardacostas                      | 해안선                     | Agente 7                                | Dirigida por Kim Ki-duk                                                           |               |
| 2003 | My Tutor Friend                      | 동갑내기 과외하기          | Joven frente a la comisaría             |                                                                                   |               |
| 2003 | Acacia                               | 아카시아                   | Seong-joon                              |                                                                                   | [ 13 ]        |
| 2003 | The Greatest Expectation             | 위대한 유산                | Detective Oh                            |                                                                                   |               |
| 2004 | How to Keep My Love                  | 내 남자의 로맨스           | Hombre con permanente                   |                                                                                   |               |
| 2004 | Liar                                 | 라이어                     | Periodista 2                            |                                                                                   |               |
| 2004 | Mokpo, Gangster’s Paradise           | 목포는 항구다              | Yangachi                                |                                                                                   |               |
| 2005 | Cracked Eggs and Noodles             | 파송송 계란탁              | Policía                                 |                                                                                   |               |
| 2005 | A Bold Family                        | 간 큰 가족                 | Hombre de la ferretería                 |                                                                                   |               |
| 2005 | Love Talk                            | 러브토크                   | Jeon Seong-ho                           |                                                                                   |               |
| 2006 | Don't Look Back                      | 내 청춘에게 고함           | Alumno que se casa                      |                                                                                   |               |
| 2006 | Moodori                              | 무도리                     | Tae-Won                                 |                                                                                   |               |
| 2011 | Invisible 2: Chasing The Ghost Sound | 인비져블 2: 귀신 소리 찾기 | Pil U                                   |                                                                                   | [ 14 ]        |
| 2011 | Scars                                | 흉터                       | Sang-hyeop                              |                                                                                   | [ 15 ]        |
| 2012 | Mirage                               | 밀월도 가는 길             | Empleado del centro de objetos perdidos |                                                                                   |               |
| 2012 | Still Strange                        | 엄마에게                   | Joon-seop                               |                                                                                   |               |
| 2012 | 26 Years                             | 26 년                      | Teo Mi-neol                             |                                                                                   |               |
| 2013 | Milagro en la celda 7                | 7번방의 선물               | Vigilante nocturno                      |                                                                                   |               |
| 2013 | Montage                              | 몽타주                     | Miembro del equipo interceptor          |                                                                                   |               |
| 2013 | 10 Minutes                           | 10분                       | Jefe sindical                           |                                                                                   | [ 1 ] [ 2 ]   |
| 2014 | Man in Love                          | 남자가 사랑할 때           | Médico de Tae-il 1                      |                                                                                   |               |
| 2014 | Mad Sad Bad                          | 신촌좀비만화               |                                         |                                                                                   |               |
| 2014 | The Wicked                           | 마녀                       | Padre de Se-yeong                       |                                                                                   |               |
| 2014 | The Plan                             | 설계                       | Jong-soo                                |                                                                                   | [ 16 ]        |
| 2014 | Miss The Train                       |                            | Hombre trajeado                         |                                                                                   |               |
| 2016 | Luck Key                             | 럭키                       | Kim Pil-gyoo                            |                                                                                   |               |
| 2017 | Room No.7                            | 7호실                      | Empleado de la casa de empeños          |                                                                                   | [ 17 ]        |
| 2017 | The Seeds of Violence                | 폭력의 씨앗                | Jefe de sección Park                    |                                                                                   |               |
| 2018 | After Spring                         | 봄이가도                   | Padre                                   |                                                                                   |               |
| 2019 | The Land on the Waves                | 파도치는 땅                | Yeong-gi                                |                                                                                   |               |
| 2019 | My First Client                      | 어린 의뢰인                | Dong-cheol                              |                                                                                   | [ 18 ] [ 19 ] |
| 2019 | Outing                               | 나들이                     | Lee Byung-hwan                          | Cortometraje - Premio del Jurado en el XVIII Festival de Cortometrajes de Vinaròs | [ 20 ]        |
| 2019 | The Culprit                          | 진범                       | Abogado Jung                            |                                                                                   |               |
| 2019 | Cheer Up, Mr. Lee                    | 힘을 내요, 미스터 리       | Oficial de policía                      |                                                                                   |               |
| 2020 | Best Friend                          | 이웃사촌                   | Asistente Han                           |                                                                                   | [ 21 ]        |
| 2021 | Sweet & Sour                         | 새콤달콤                   | Jefe de departamento                    | Cameo                                                                             |               |

### Series de televisión
| Año     | Título                                    | Papel                         | Canal      | Notas                          | Ref.          |
| ------- | ----------------------------------------- | ----------------------------- | ---------- | ------------------------------ | ------------- |
| 2003    | Escalera al cielo                         |                               | SBS        |                                |               |
| 2008    | White Lies                                | Ahn Bi-seo                    | MBC        |                                | [ 1 ]         |
| 2009    | El regreso de Iljimae                     | Woo-dol                       | MBC        |                                |               |
| 2010    | Legend of the Patriots                    | Soldado norcoreano            | KBS        |                                | [ 1 ]         |
| 2011    | Listen to My Heart                        | Detective                     | MBC        |                                |               |
| 2011    | Gwanggaeto, The Great Conqueror           | Jefe Batar                    | KBS1       |                                | [ 1 ]         |
| 2013    | Pots of Gold                              | Oh Sang-goo                   | MBC        |                                |               |
| 2014    | Jeong Do-jeon                             | Yi Soong-in                   | KBS1       |                                | [ 22 ]        |
| 2014    | Misaeng                                   | Jung Hee-seok                 | tvN        |                                | [ 23 ] [ 24 ] |
| 2015    | Blood                                     | Choi Woo-sik                  | KBS2       |                                | [ 25 ]        |
| 2015    | In Still Green Days                       | Jeong Man-soo                 | KBS2       |                                | [ 2 ]         |
| 2015    | Assembly                                  | Im Kyu-tae                    | KBS2       |                                | [ 26 ]        |
| 2015    | Strange Fairy Tale                        | Gi-poong                      | KBS2       | Drama Special, temp. 6, ep. 12 |               |
| 2016    | Escuela Moorim                            | Kim Dae-ho                    | KBS2       |                                | [ 27 ] [ 28 ] |
| 2016    | A Beautiful Mind                          | Park Soo-bum                  | KBS2       |                                | [ 29 ]        |
| 2016    | My Happy Home                             | Médico                        | KBS2       | Drama Special, ep. 4           |               |
| 2016    | My Mind's Flower Rain                     | Lee Soo-chang                 | KBS2       |                                | [ 2 ] [ 30 ]  |
| 2017    | The Package                               | Jefe Kim                      | JTBC       |                                | [ 30 ]        |
| 2017    | Save Me                                   | Vagabundo                     | OCN        | Aparición especial             |               |
| 2017    | Papá está extraño                         | Kang Woo-sung                 | KBS2       |                                | [ 31 ]        |
| 2017    | Tribunal de brujas                        | Padre de Se-na                | KBS2       | Aparición especial             |               |
| 2017    | Distorted                                 | Park Jin-woo                  | SBS        |                                | [ 32 ]        |
| 2018    | I Picked Up a Celebrity on the Street     |                               |            | Aparición especial             |               |
| 2018    | Radio Romance                             | Ahn Bong-seob                 | KBS2       |                                | [ 33 ] [ 34 ] |
| 2018    | Life                                      | Seo Ji-yong                   | JTBC       |                                | [ 35 ]        |
| 2018    | Mr. Sunshine                              | Jefe de policía Jung          | tvN        |                                | [ 7 ]         |
|         | Cirujanos de corazón                      | Lee Dae-young                 | SBS        |                                | [ 36 ]        |
| 2019    | My Lawyer, Mr. Jo 2: Crime and Punishment | Park Woo-sung                 | KBS2       |                                | [ 37 ] [ 38 ] |
| 2019    | Confession                                | Detective Seo                 | tvN        |                                | [ 39 ] [ 40 ] |
| 2019    | Everything and Nothing                    | Padre de Seo-yeon             | SBS        | Drama especial - ep. 4         |               |
| 2019    | Miss Lee                                  | Hwang Ji-sang                 | tvN        |                                | [ 41 ]        |
| 2020    | Kairos                                    | Park Joo-myeong               | MBC        | Aparición especial             | [ 42 ]        |
| 2020-21 | Hush                                      | Seo Jae-won                   | JTBC       | Aparición especial             | [ 43 ]        |
| 2021    | Navillera                                 | Young-il                      | tvN        |                                | [ 44 ]        |
| 2021    | Youth of May                              | Kim kyung-soo                 | KBS2       | Aparición especial, ep. 1 y 11 |               |
| 2021    | Racket Boys                               | Hong Jeong-hyeon              | SBS        | Aparición especial             | [ 45 ]        |
| 2021    | Artificial City                           | Yang Won- rok                 | JTBC       |                                | [ 46 ]        |
| 2022    | Reborn Rich                               | Lee Hang-jae                  | JTBC       |                                | [ 9 ] [ 47 ]  |
| 2022-23 | Cómo desbloquear a mi jefe                | Director general Kim          | ENA        |                                | [ 48 ]        |
| 2023    | Mentiras ocultas en mi jardín             | Do-kyung                      | ENA        |                                | [ 49 ] [ 50 ] |
| 2024    | Wedding Impossible                        | Kim Min-seop                  | tvN        |                                |               |
| 2024    | The Auditors                              | Kang Il-kwon                  | tvN        | Aparición especial, ep. 1      | [ 51 ]        |
| 2024    | Dongjae, the Good or the Bastard          | Joo Jeong-gi                  | TVING, tvN |                                | [ 52 ]        |
| 2025    | Sin piedad para nadie                     | Fiscal del Distrito Central   | Netflix    | Aparición especial             | [ 53 ]        |
| 2025    | La primera noche con el duque             | Primer ministro Do Bae-myeong | KBS2       |                                | [ 54 ]        |

## Teatro
| Año     | Título                       | Hangul            | Papel       | Notas                                             | Ref.          |
| ------- | ---------------------------- | ----------------- | ----------- | ------------------------------------------------- | ------------- |
| 2015-16 | Hobby Room                   | 취미의 방         | Mizusawa    | Plus Theatre, 28/11/2015-21/02/2016               |               |
| 2019    | The Magician of Reading Mind | 독심의 술사       | Na Ji-kwang | Dongyang Arts Theatre Hall 2, 1-30/11             | [ 41 ] [ 55 ] |
| 2022    | The Masked Hut Murder Case   | 가면산장 살인사건 | Nobuhiko    | Ewha Womans University Samsung Hall, 4/10 a 27/11 | [ 56 ]        |
| 2023    | Tebas Land                   | 테베랜드          | S           | Chungmu Arts Centre, Black Theatre, 28/06-24/09   | [ 57 ]        |

## Premios y nominaciones
| Año  | Premios   | Categoría                                     | Papel                 | Resultado | Ref.   |
| ---- | --------- | --------------------------------------------- | --------------------- | --------- | ------ |
| 2016 | KBS Drama | Premio a la excelencia, actor en serie diaria | My Mind's Flower Rain | Nominado  | [ 58 ] |